# Takashi Soeda
Takashi Soeda (添田 隆司 Soeda Takashi?, nacido el 15 de marzo de 1993 en Tokio) es un futbolista japonés que se desempeña como centrocampista.

## Trayectoria

### Clubes
| Club         | País  | Año         |
| ------------ | ----- | ----------- |
| Fujieda MYFC | Japón | 2015 - 2017 |

## Estadística de carrera

### J. League
| Club         | Año   | J. League | J. League | Copa J. League | Copa J. League | Total | Total |
| Club         | Año   | Part.     | Goles     | Part.          | Goles          | Part. | Goles |
| ------------ | ----- | --------- | --------- | -------------- | -------------- | ----- | ----- |
| Fujieda MYFC | 2015  | 8         | 0         | -              | -              | 8     | 0     |
| Fujieda MYFC | 2016  | 0         | 0         | -              | -              | 0     | 0     |
| Fujieda MYFC | 2017  | 2         | 0         | -              | -              | 2     | 0     |
| Total        | Total | 10        | 0         | 0              | 0              | 10    | 0     |